# Strada maestra M-3 (Montenegro)
La strada maestra M-3 (in montenegrino Magistralni put M-3) è una delle strade maestre del Montenegro.

## Percorso
La strada maestra M-3 è definita dai seguenti capisaldi d'itinerario: "confine bosniaco presso Šćepan Polje - Plužine (incrocio con la R-16) - Jasenovo Polje (incrocio con la M-6) - Vir (incrocio con la R-7) - Nikšić (incrocio con la M-7) - Cerovo (incrocio con la R-23) - Danilovgrad (incrocio con la R-14) - Podgorica 3 (incrocio con la M-10) - Podgorica 1 (incrocio con la M-2)."